# Skördemännen
Skördemännen (finska: Elonkorjaajat), var en finländsk konstnärsgrupp, bildad i början av 1970-talet.
Gruppen hade inget uttalat program men uppstod som en protest, framför allt mot tidens politiska intrång i konsten. Framträdande tendenser i gruppens konst var en allmänt anarkistisk inställning med inslag av zenbuddhism, mystik och konceptkonst. Gruppen hade ett varierande antal medlemmar, bland vilka kan nämnas Jan Olof Mallander, Antero Kare, Olli Lyytikäinen, Carolus Enckell, Ilkka Juhani Takalo-Eskola och Carl-Erik Ström. Dess verksamhet kulminerade i en utställning i Amos Andersons konstmuseum 1976 och ett gästspel på Moderna museet i Stockholm följande år.